# Колеа
Колеа (на арабски: القليعة) е град в Северен Алжир, област Типаза, околия Колеа, община Колеа. Той е административен център на едноименните околия Колеа и община Колеа. Това е най-населеният град в област Типаза.

## География
Разположен е на хълмове в низината Митиджа, на 5 километра югоизточно от брега на Средиземно море и на 30 километра югозападно от центъра на столицата Алжир.
Жителите на града са 61 643 души в междуобщинската градска агломерация Колеа (включваща 46 685 жители в границите на община Колеа, както и допълнително квартал Али Амари в община Фука, околия Фука), докато населението на общината е 54 401 души, а на околията (включваща също общините Хататба и Шаиба) - 101 887 души (данни от преброяване, 14.04.2008).

## История
Основан е в средата на ХVІ век от мюсюлмански бежанци от завладяната от християните област Ал-Андалус (днешна Югоизточна Испания).